# Gloucester Courthouse
Gloucester Courthouse è un census-designated place (CDP) degli Stati Uniti d'America, situato nello stato della Virginia, nella contea di Gloucester, della quale è il capoluogo.